# 용기병 박해

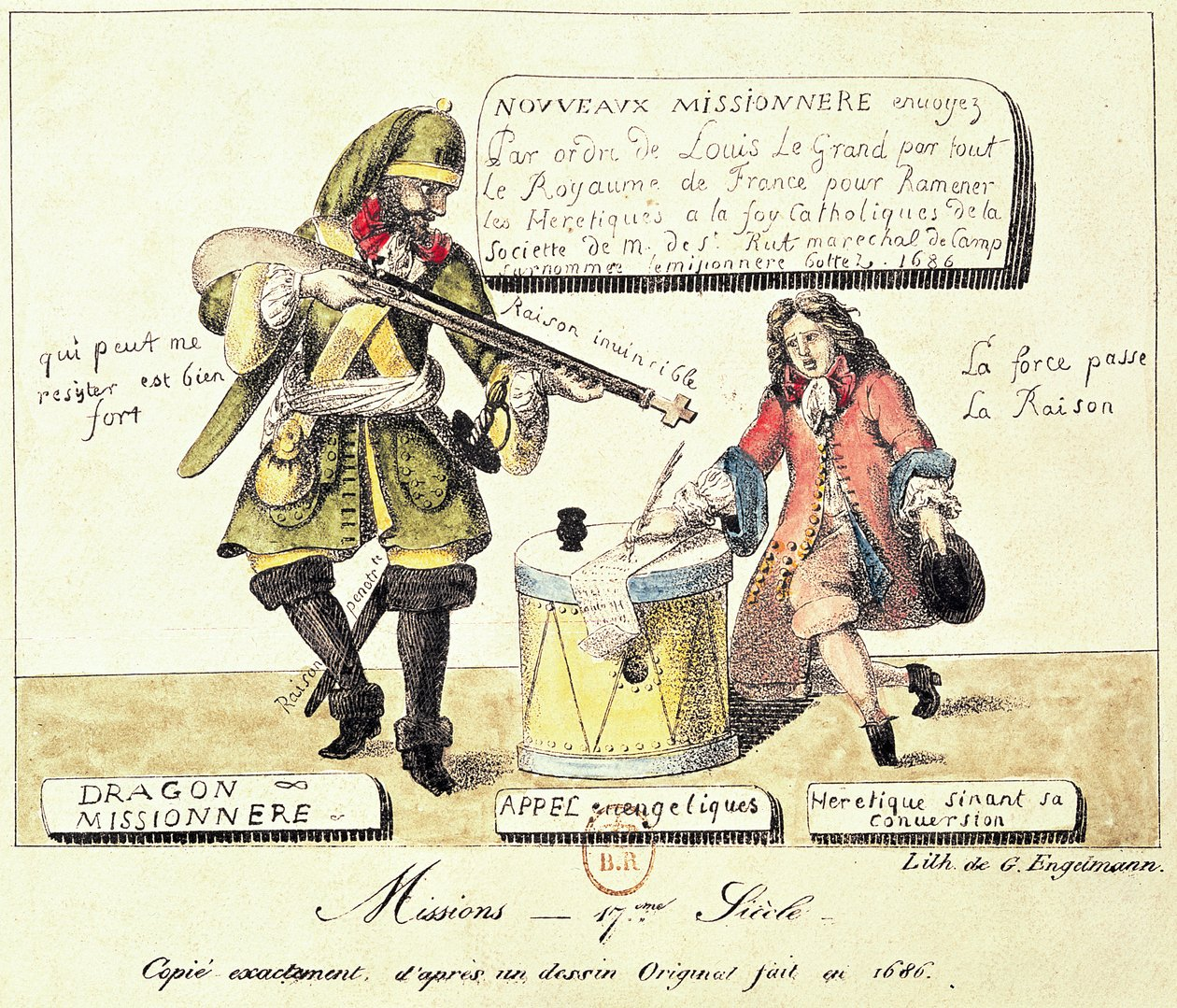
프로테스탄트에 대한 용기병의 박해를 재연한 당시의 판화

용기병의 박해(Dragonnades : 1681~1686)는 독실한 가톨릭 교도인 프랑스 왕 루이 14세가 용기병들을 동원하여 개신교인들을 박해한 사건을 두고 하는 말이다.

## 개요
루이 14세는 개신교인들을 말살하려고 했고, 그들로 하여금 로마 가톨릭 교회로 강제로 개종하도록 강요했다. 1675년 프랑스 정부는 개신교에서 로마 가톨릭으로 개종한 이들에게 연금 등 재정적 지원을 해주는 '개종금고(La Caisse des Ěconomats)'를 설립하였다. 경제적 회유를 통해 가톨릭으로의 개종을 촉진시키려는 것이었으나 이 역시 개신교인들의 발길을 돌리기에는 역부족이었다.

경제적 회유는 이내 가혹한 탄압으로 바뀌었고 세금을 강제로 징수하기 위해 정부가 시행하던 용기병을 가톨릭 개종 작업에 투입했다. 용기병들은 개신교인들의 집에 보내 강제적으로 주둔하며 갖은 민폐를 끼쳤다. 이들은 개신교인들의 집에서 집주인을 살인하고 부녀자를 강간하며 로마 가톨릭으로 개종할 것을 압박했다. 또 임종시에 로마 가톨릭사제가 기름을 바르며 병이 낫기를 기원하는 성사인 종부성사를 거부한 개신교 신자들의 묘지에서 시체를 꺼내어 사립짝에 올려놓고, 말이 끌도록 할 것을 명령했다. 또 용기병들은 개신교인들의 목을 잘라 창끝에 메달고 다니는 등 개신교인들을 가혹하게 탄압했다.

## 끔찍한 학살
당시 도시의 거리와 입구에서 벌어진 상황을 폴 아자르(Paul Hazard)는 다음과 같이 기술하고 있다.
 "용기병들은 손에 칼을 들고 길목을 지키며 "가톨릭 교도는 놔두고 모두 죽여라"라고 소리치고 있었다. 수많은 아우성과 욕설속에서 용기병들은 천장이나 굴뚝에 남녀를 불문하고 머리털이나 다리를 매달아 처형했다. 그들은 사람들을 젖은 건초더미단과 함께 태우기도 하였으며 사람들의 머리털과 턱수염이 완전히 뽑힐 때까지 뿌리째 뽑기도 하였다. 또한 불을 놓고 거기에 사람들을 집어던져 반쯤 탔다고 생각됐을 즈음에 꺼내기도 하였다. 그들은 밧줄에 사람들을 묶어 그들이 개종하겠다고 할때까지 우물에 넣는 일을 되풀이 하기도 했다."

위그노 즉, 불란서 개신교 신자들의 역사에 대한 또 다른 책에는 용기병들의 피에 굶주린 행위를 새뮤얼 스마일스(Samuel Smiles)는 이렇게 묘사하고 있다.
 "그들은 그들의 희생자들을 로프에 매단채, 담배 연기를 콧구멍과 입으로 내뿜으며, 그들에게 수백 가지의 이름도 나열할 수 없는 잔인한 짓들을 일삼았다. 이 악명높은 약탈자들은 여자들을 학대하는데서 쾌감을 느꼈다. 그들은 그들을 채찍으로 때렸다. 그들은 그들의 형체를 알아볼 수 없도록 회초리로 그들의 얼굴을 때렸다. 그들은 그들의 머리를 질질 끌고 진흙이나 돌 위로 던져버렸다. 낭트칙령의 폐지로 인한 예수회원들의 기쁨은 대단한 것이었다.."

로마 가톨릭 교회로의 개종강요에 따라 새로 신자들에게 가톨릭 교리를 가르치기 위해 《이야기 교리문답》등 가톨릭 책자를 보급할 필요가 있었는데, 루이 14세는 80만 리브르의 비용을 들여 책자들을 인쇄하도록 했고 그렇게 인쇄된 수백만권이 용기병들에 의해 개종된 지역에 분배되었다.
이런 강제 개종에 따라 베아르 지역에서는 2만2000여명의 개종자가 나왔고 몽또방에서 9600여명이 나오는 등 많은 개신교인들이 가톨릭으로 개종했다. 폭력을 사용한다는 비난을 받으면서도 용기병의 박해는 1685년에는 다른 지역으로 확대되기까지 했다. 하지만 개종자들은 형식적인 개종을 했을 뿐 그들은 자신들의 본래의 양심과 신앙을 버리지 않고 광야교회(les Eglises du Desert)에 모여 비밀리에 예배하였다. 이처럼 개종을 위장한 채 프랑스 국내에 남아있던 개신교인들은 루이 14세에게 가시 같은 존재였다.

## 개신교인들의 탈출
루이 14세의 개신교 탄압은 용기병의 박해를 거쳐 개신교 차별금지법인 낭트칙령을 무효화한 퐁텐블로 칙령에 이르러 절정에 달한다. 결국 이런 로마 가톨릭 교회의 박해를 피해 프랑스의 개신교인들은 프랑스를 떠나 이웃 네덜란드나 영국, 스위스, 독일, 스칸디나비아, 러시아, 남아프리카, 북아메리카 등으로 탈출하여 프랑스 국력의 침체로 이어진다. 워렌 스코빌(Warren C. Scoville)의 연구에 따르면 1700년 당시 프랑스의 인구는 2000만명으로 그 중 개신교인이 150~200만명을 차지했는데 박해를 피해 탈출한 개신교인들은 대략 10%인 20만명에 달한다.
이중 네덜란드가 5~6만명의 개신교인을 받아들여 가장 많은 수를 차지했고 잉글랜드가 4~5만명으로 그 뒤를 잇고 있다.그 다음으로 독일(2만5000~30000명), 스위스(2만2000) 아일랜드(10000명) 등이 뒤를 이었다.
이들 망명 개신교인들은 가톨릭이 다수를 차지하는 아일랜드나 루터교의 스칸디나비아, 정교회를 믿는 러시아 등에도 스며들면서 근대 유럽의 종교적 다양성을 만들어 내는데에도 기여하였다.

## 강제 개종에 대한 지탄
용기병의 박해는 인간의 양심을 폭력으로 억누르려는 무력탄압으로 지탄 받았다. 한때 가톨릭 교도였으며 예수회 학교에서 공부를 한바 있는 삐에르 벨르(Pierre Bayle)는 《루이 대왕 치하의 완전한 가톨릭 국가 프랑스에 대하여(Ce que c'est la France toute catholique sous le rėgne de Louis Le Grand)》라는 책자에서 자신의 견해를 다음과 같이 밝히고 있다.
 "만약 루이 대왕 치세하의 전 가톨릭 국가라는 말이 나타내는 영향력과 중요성을 아는 사람이라면 그 프랑스를 부러워하지는 않을 것이다. 이 이름하에 사람들은 무시무시한 일들을 특히나 오랫동안 저질렀고 선량한 인사라면 가톨릭 교도로 불리는 것을 부당한 것으로 여길 것이기 때문이다. 지극히 기독교적인 왕국안에서 당신들이 행한 것으로 인하여 이후 '가톨릭'이라고 하는 말은 파렴치한 사람들의 종교를 가리키는 말이 될 것이다."

## 같이 보기
- 루이 14세
- 퐁텐블로 칙령
- 낭트 칙령